# Set Free (Patti Smith)
Set Free è un EP di Patti Smith, pubblicato nel 1978 per la Arista Records.

## Tracce

### Lato Uno
1. "Privilege (Set Me Free)" (Mel London, Mike Leander, Psalm 23) – 3:27
2. "Ask the Angels" (Smith, Ivan Kral) – 3:07

### Lato Due
1. "25th Floor" (Live in Paris, Easter Sunday 1978) (Smith, Kral) – 5:15
2. "Babel Field" (Live in London, 28 February 1978) (Smith) – 5:45

## Componenti
- Patti Smith – voce, chitarra

## Pubblicazione
| Paese       | Data | Etichetta      | Formato | Catalogo |
| ----------- | ---- | -------------- | ------- | -------- |
| Regno Unito | 1978 | Arista Records | LP      | 12197    |